# Ommatissus kameruna
Ommatissus kameruna är en insektsart som beskrevs av Asche och Wilson 1989. Ommatissus kameruna ingår i släktet Ommatissus och familjen Tropiduchidae. Inga underarter finns listade i Catalogue of Life.